# Kapauri jezik
Kapauri jezik (kapori; ISO 639-3: khp), jezik istoimenog plemena na sjevernoj obali gornjeg toka rijeke Idenburg na indonezijskom dijelu otoka Nova Gvineja. Govori ga 60 ljudi (1978); oko 200 (2006 SIL) u selu Pagai. 
Kapauri je jedini predstavnik jezične skupine kapore, porodica Kaure.

## Vanjske poveznice
- Ethnologue (14th)
- Ethnologue (15th)